# Panka
Panka (ukr. Панка, rum. Panca, niem. Panka) – wieś na Ukrainie, w obwodzie czerniowieckim, w rejonie storożynieckim.

## Urodzeni
- Helena Krasowska